# Brug bij Briegden
De brug bij Briegden is een brug over het Albertkanaal nabij het gehucht Briegden in de Belgische gemeente Lanaken. De brug maakt deel uit van de gewestweg N78 (Kiezelweg).

## Geschiedenis
De eerste brug op deze locatie was een betonnen boogbrug. Deze werd gebouwd bij de aanleg van het kanaal in de jaren 1930. Op 11 mei 1940 werd deze brug gedynamiteerd nadat op 10 mei het Duitse leger de brug veroverd had. Een hierbij achtergebleven Franse 15-centimeterbom moest tijdens nieuwbouwwerkzaamheden in 2013 door de ontmijningsdienst DOVO worden afgevoerd.
Tijdens de oorlog werd een noodbrug gebouwd waarover ook een trambaan liep die vervolgens door de Duitsers werd opgeblazen tijdens hun terugtrekking. Na de oorlog werd de brug opnieuw herbouwd om in 1948 weer voor het verkeer opengesteld te worden.
Op 1 april 2012 werd de brug voor een derde keer vernietigd, deze keer voor de bouw van een nieuwe brug vanwege verbreding van het kanaal. De nieuwe brug, een stalen boogbrug, werd in oktober dat jaar in gebruik genomen en heeft een lengte van 165 meter en een doorvaarthoogte van 14,80 meter. Het totale gewicht bedraagt ongeveer 1.500 ton en de kosten werden geraamd op € 9 miljoen, exclusief infrastructuurwerken.

## Galerij

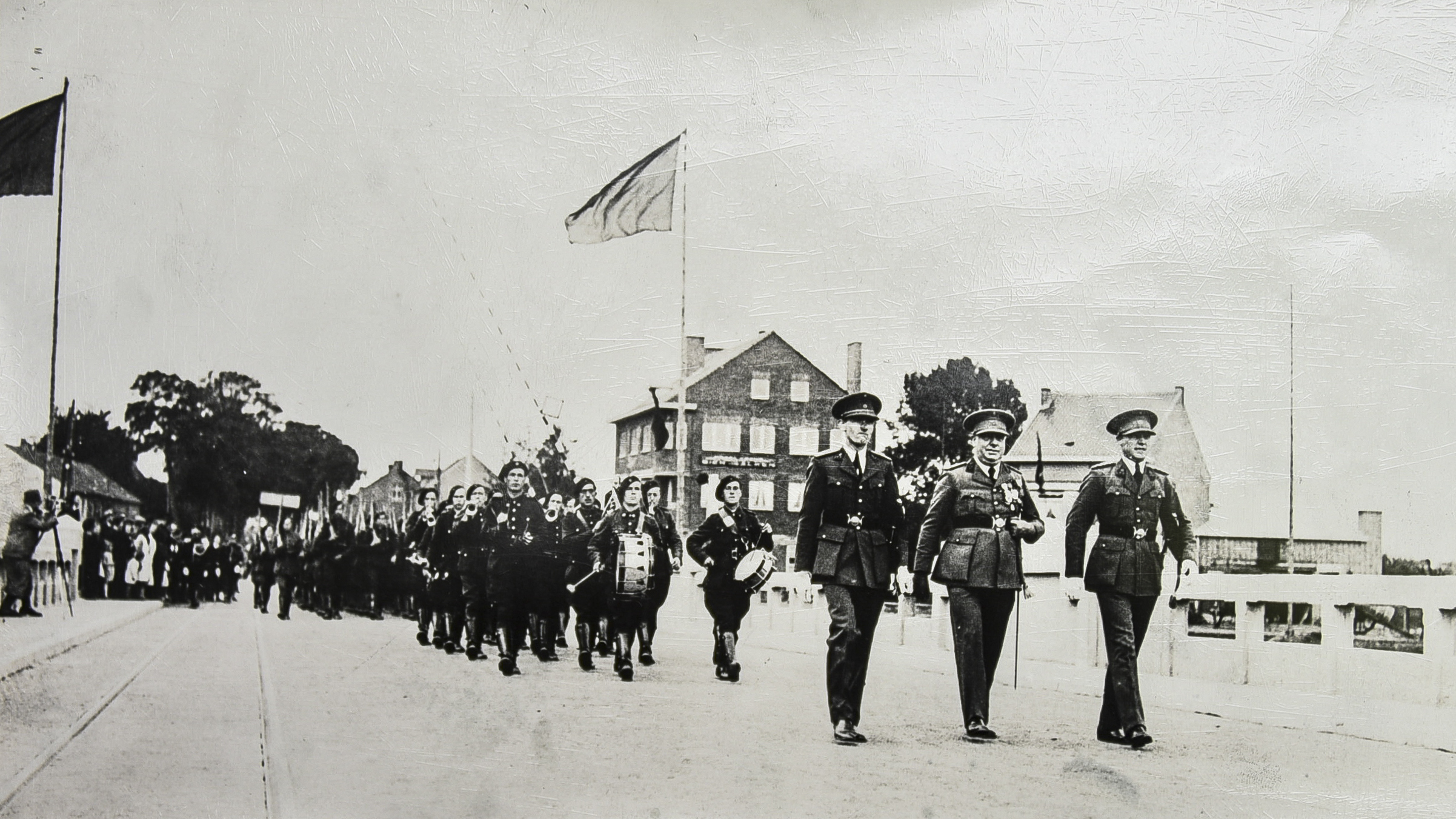
Henri Giddelo met luitenanten Busseniers (links) en Manteleers op de brug, voor de Tweede Wereldoorlog
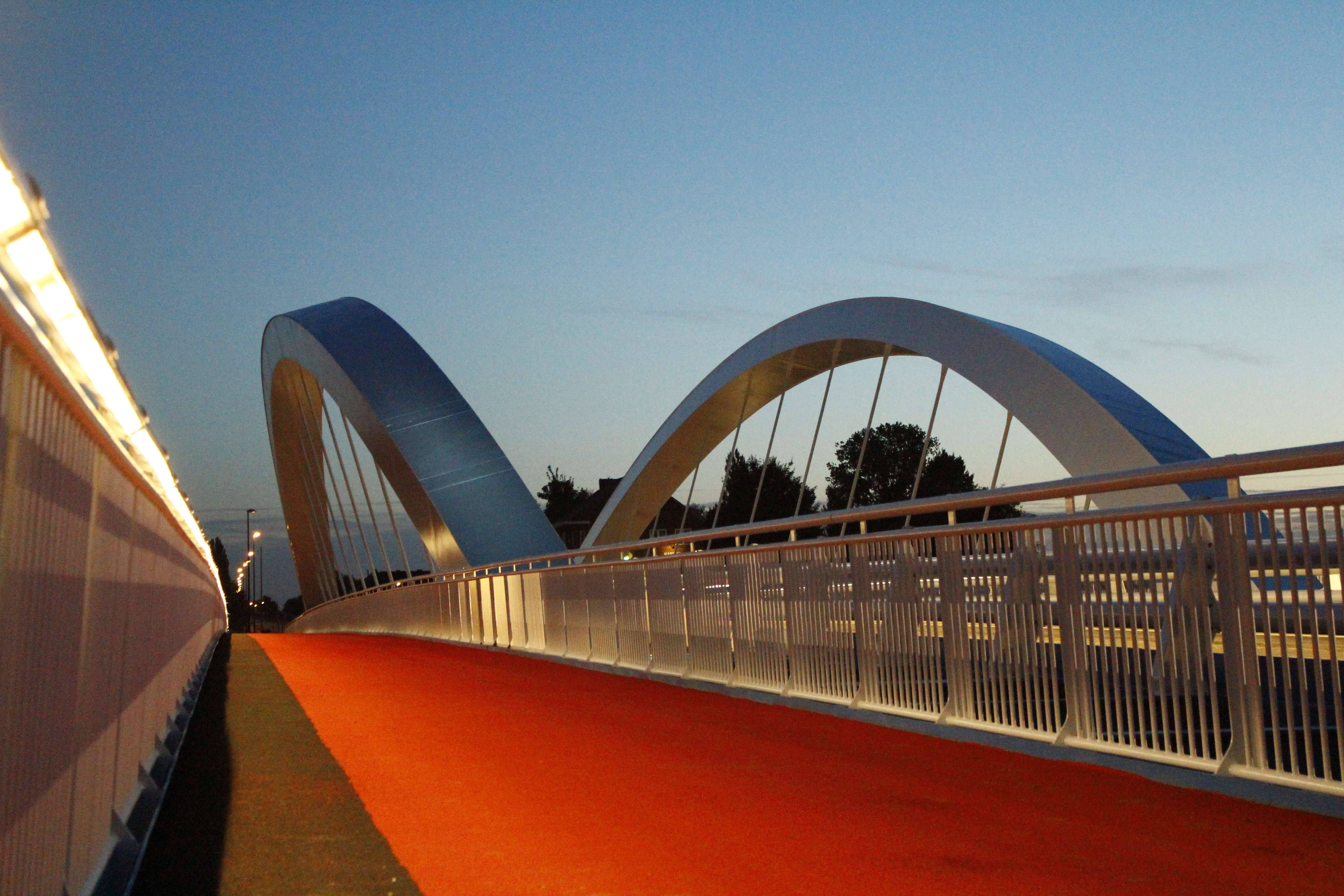
Fietspad
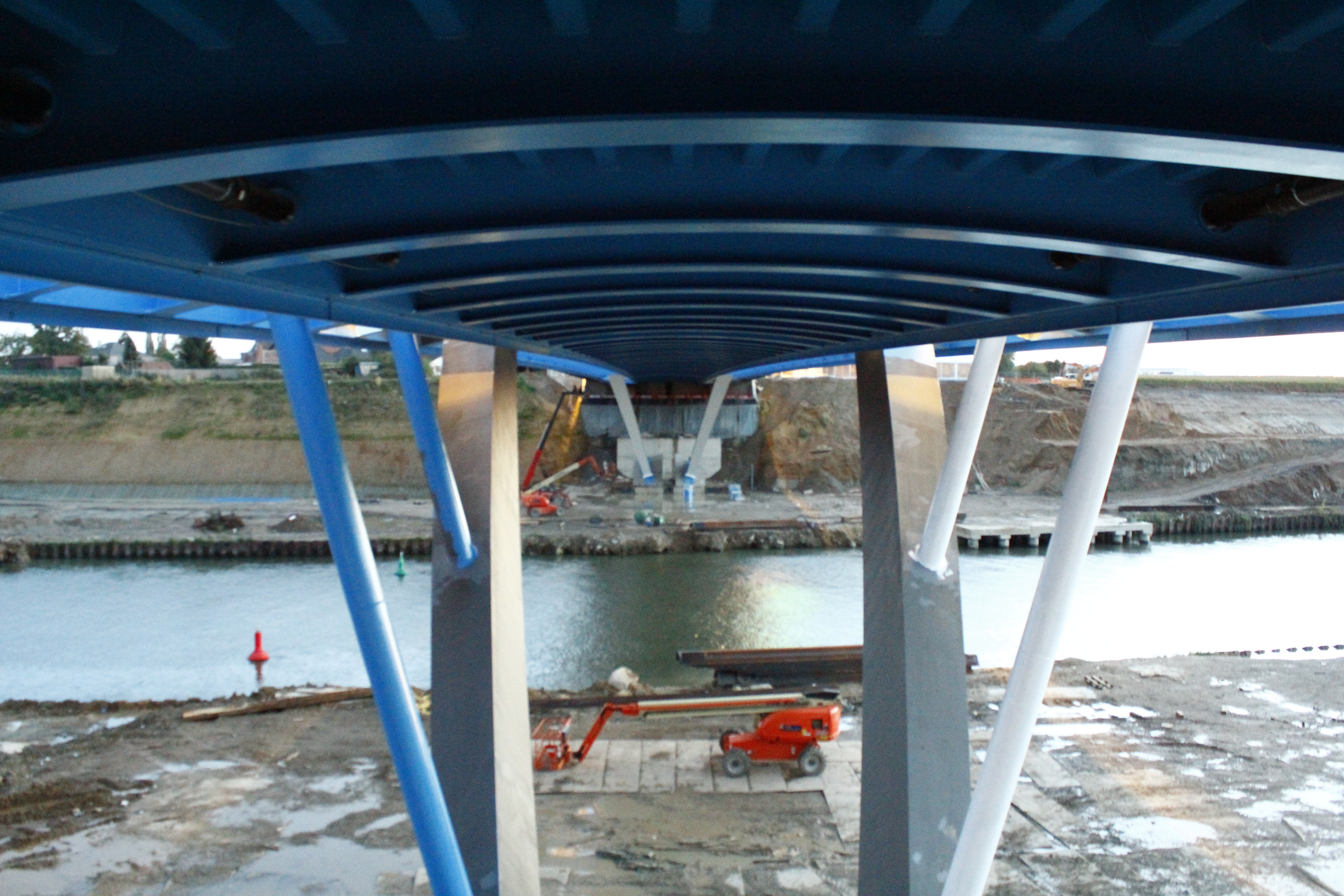
Onderzijde
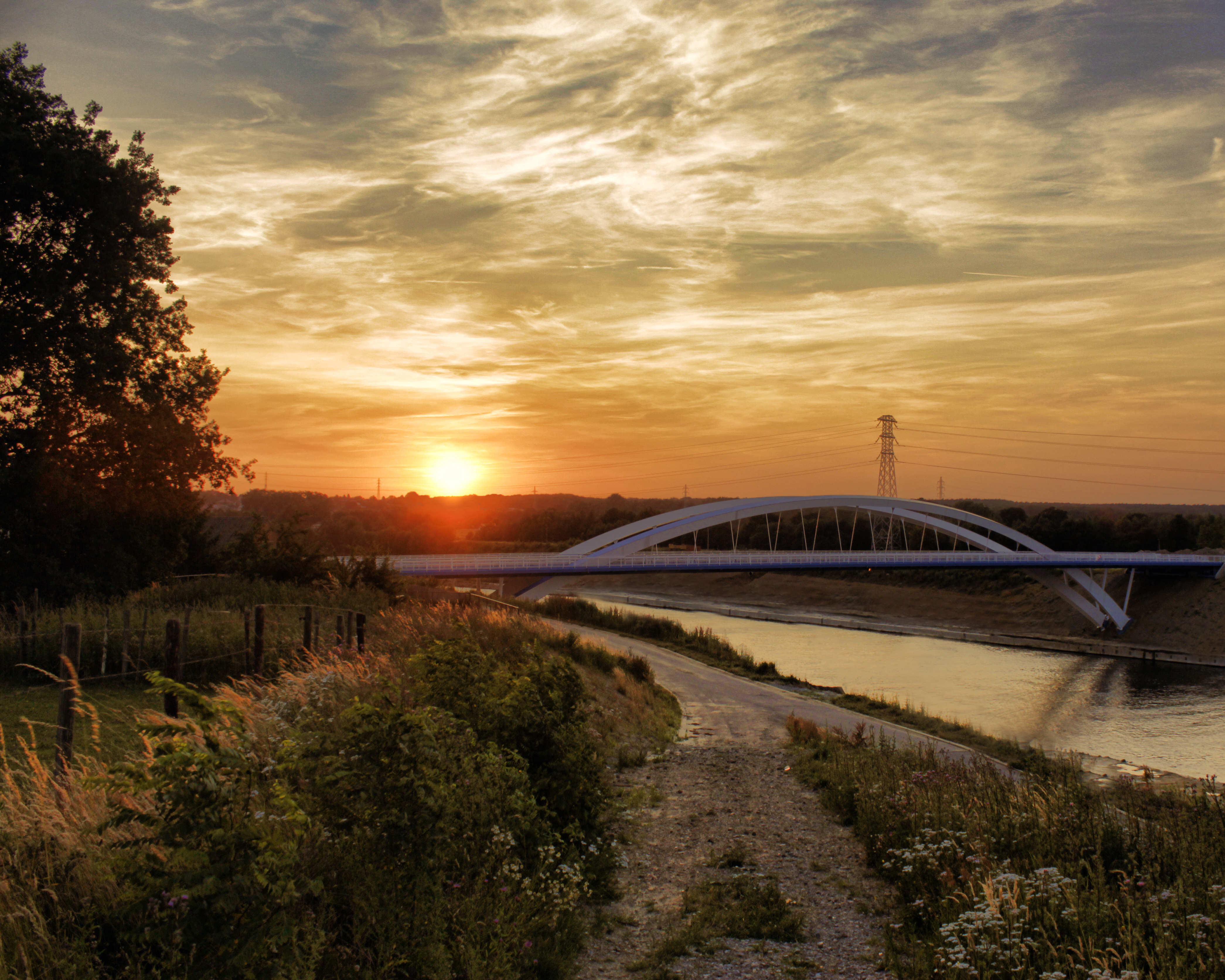
De brug bij zonsopgang